# 弋江街道
弋江街道，是中华人民共和国江西省上饶市弋阳县下辖的一个街道。
原为弋江镇，2024年4月8日撤镇设街道。

## 行政区划
弋江街道下辖以下地区：
东街社区、西街社区、北街社区、车站街社区、蔬菜村和大树村。

## 交通
- 沪昆铁路：弋阳站